# Meridià 74 a l'oest
El meridià 74 a l'oest de Greenwich és una línia de longitud que s'estén des del pol Nord travessant l'oceà Àrtic, Groenlàndia, Amèrica, l'oceà Atlàntic, l'oceà Antàrtic, i l'Antàrtida fins al pol Sud.
El meridià 74 a l'oest forma un cercle màxim amb el meridià 106 a l'est. Com tots els altres meridians, la seva longitud correspon a una semicircumferència terrestre, uns 20.003,932 km. Al nivell de l'Equador, és a una distància del meridià de Greenwich de 8.238 km.

## De Pol a Pol
Començant en el pol Nord i dirigint-se cap al pol Sud, aquest meridià travessa:
| Coordenades                             | País, territori o mar | Notes |
| --------------------------------------- | --------------------- | --- |
| 90° 0′ N, 74° 0′ O / 90.000°N,74.000°O  | Oceà Àrtic            | |
| 82° 56′ N, 74° 0′ O / 82.933°N,74.000°O | Canadà                | Nunavut — Ellesmere |
| 78° 0′ N, 74° 0′ O / 78.000°N,74.000°O  | Estret de Nares       | |
| 78° 9′ N, 74° 0′ O / 78.150°N,74.000°O  | Badia de Baffin       | |
| 71° 44′ N, 74° 0′ O / 71.733°N,74.000°O | Canadà                | Nunavut – illa de Baffin |
| 68° 30′ N, 74° 0′ O / 68.500°N,74.000°O | Conca de Foxe         | |
| 68° 3′ N, 74° 0′ O / 68.050°N,74.000°O  | Canadà                | Nunavut – Illa Air Force |
| 67° 47′ N, 74° 0′ O / 67.783°N,74.000°O | Conca de Foxe         | |
| 66° 19′ N, 74° 0′ O / 66.317°N,74.000°O | Canadà                | Nunavut – illa de Baffin |
| 65° 50′ N, 74° 0′ O / 65.833°N,74.000°O | Conca de Foxe         | |
| 65° 30′ N, 74° 0′ O / 65.500°N,74.000°O | Canadà                | Nunavut – illa de Baffin |
| 64° 17′ N, 74° 0′ O / 64.283°N,74.000°O | Estret de Hudson      | |
| 62° 40′ N, 74° 0′ O / 62.667°N,74.000°O | Canadà                | Nunavut – illa de Charles |
| 62° 24′ N, 74° 0′ O / 62.400°N,74.000°O | Estret de Hudson      | |
| 62° 22′ N, 74° 0′ O / 62.367°N,74.000°O | Canadà                | Quebec |
| 45° 0′ N, 74° 0′ O / 45.000°N,74.000°O  | Estats Units          | Nova York Nova Jersey — des de 41° 2′ N, 74° 0′ O / 41.033°N,74.000°O Nova York — Manhattan i Long Island, des de 40° 47′ N, 74° 0′ O / 40.783°N,74.000°O |
| 40° 34′ N, 74° 0′ O / 40.567°N,74.000°O | Oceà Atlàntic         | Lower New York Bay |
| 40° 28′ N, 74° 0′ O / 40.467°N,74.000°O | Estats Units          | Nova Jersey |
| 40° 13′ N, 74° 0′ O / 40.217°N,74.000°O | Oceà Atlàntic         | Passa a l'est de l'Illa de Crooked, Bahames (a 23° 43′ N, 74° 1′ O / 23.717°N,74.017°O)                                                                   |
| 22° 41′ N, 74° 0′ O / 22.683°N,74.000°O | Bahames               | Illa d'Acklins |
| 22° 35′ N, 74° 0′ O / 22.583°N,74.000°O | Oceà Atlàntic         | Bight d'Acklins |
| 22° 25′ N, 74° 0′ O / 22.417°N,74.000°O | Bahames               | Illa d'Acklins |
| 22° 20′ N, 74° 0′ O / 22.333°N,74.000°O | Oceà Atlàntic         | Passa a l'est de Cuba (a 20° 12′ N, 74° 8′ O / 20.200°N,74.133°O)                                                                                         |
| 20° 0′ N, 74° 0′ O / 20.000°N,74.000°O  | Mar Carib             | |
| 18° 36′ N, 74° 0′ O / 18.600°N,74.000°O | Haití                 | Península de Tiburon, Illa Hispaniola |
| 18° 10′ N, 74° 0′ O / 18.167°N,74.000°O | Mar Carib             | |
| 11° 21′ N, 74° 0′ O / 11.350°N,74.000°O | Colòmbia              | Passa a l'est de Bogotá (a 4° 37′ N, 74° 5′ O / 4.617°N,74.083°O)                                                                                         |
| 1° 7′ S, 74° 0′ O / 1.117°S,74.000°O    | Perú                  | |
| 16° 2′ S, 74° 0′ O / 16.033°S,74.000°O  | Oceà Atlàntic         | |
| 41° 47′ S, 74° 0′ O / 41.783°S,74.000°O | Xile                  | Illa Gran de Chiloé |
| 43° 24′ S, 74° 0′ O / 43.400°S,74.000°O | Golf de Corcovado     | |
| 43° 47′ S, 74° 0′ O / 43.783°S,74.000°O | Xile                  | Arxipèlag dels Chonos, península de Taitao, illa Merino Jarpa, terra firma, i nombroses illes dels arxipèlags de la Patagònia                             |
| 52° 42′ S, 74° 0′ O / 52.700°S,74.000°O | Estret de Magallanes  | |
| 52° 58′ S, 74° 0′ O / 52.967°S,74.000°O | Xile                  | Illa Desolación |
| 53° 11′ S, 74° 0′ O / 53.183°S,74.000°O | Oceà Pacífic          | |
| 60° 0′ S, 74° 0′ O / 60.000°S,74.000°O  | Oceà Antàrtic         | |
| 69° 39′ S, 74° 0′ O / 69.650°S,74.000°O | Antàrtida             | Illa d'Alexandre I i continent, reclamat per Antàrtida Argentina, Argentina, Territori Antàrtic Xilè, Xile i Territori Antàrtic Britànic, Regne Unit      |